# Antoine-Marin Lemierre
Antoine-Marin Lemierre (Parigi, 12 gennaio 1721/1723/1733 – Saint-Germain-en-Laye, 4 luglio 1793) è stato un drammaturgo e poeta francese, uno dei poeti più dotati dell'Illuminismo e importante soprattutto per le sue tragedie.

## Biografia

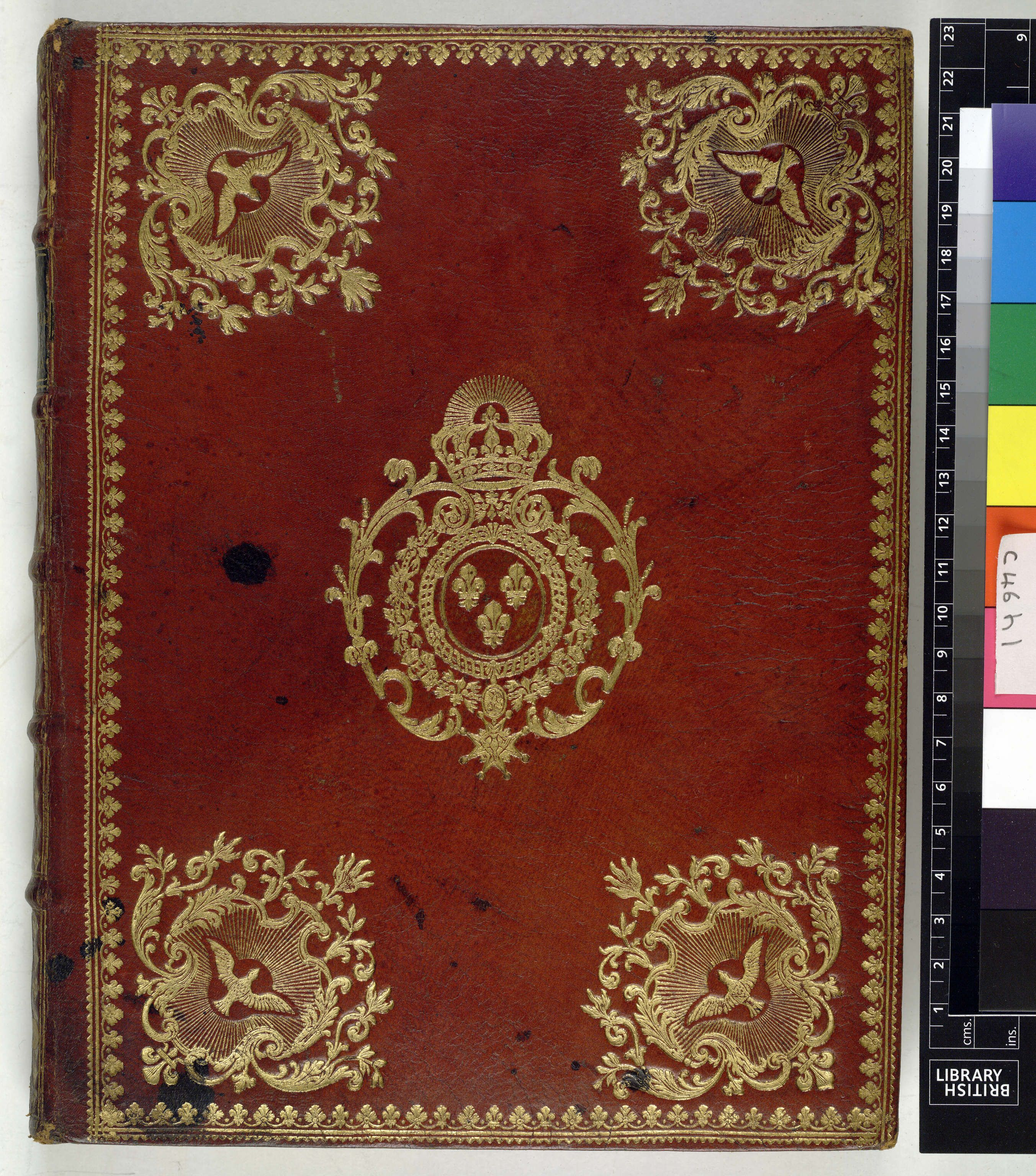
La Peinture (1769), poema in tre canti

Antoine-Marin Lemierre, la cui data di nascita è incerta, 1721, 1723 o 1733, figlio di un artigiano, studiò con i gesuiti al Collège Louis-le-Grand, in seguito diventò assistente sacrestano presso la chiesa di Saint-Paul, compose versi che vinsero molti premi accademici (due volte premio dell'Accademia di Pau), come il poema didattico La Peinture che contiene nel secondo canto il famoso elogio della chimica, godeva ai suoi tempi di una certa fama tra gli uomini di lettere, che lo portarono a succedere all'abate Charles Batteux all'Académie française il 25 gennaio 1781, oltre che a insegnare retorica al Collège di Harcourt.
Lemierre aderì perfettamente alla tragedia dei Lumi, ispirato dai principi féneloniani, tendendo negli ultimi anni verso il teatro rivoluzionario, di cui fu un precursore.
Discepolo di Voltaire incentrò le sue tragedie sulle idee illuminate, sulla paura del fanatismo, sull'odio della superstizione, sull'esaltazione del buon principe, sulla tolleranza e sul lessico dei filosofi: la natura, l'umanità, la sensibilità, la felicità, che verso la fine del secolo saranno sostituite dai temi di patria, della repubblica, della libertà.
Lemierre si distinse nelle sue tragedie per il gusto nella composizione scenica di tipo pittorico, utilizzando sia soggetti mitologici sia moderni.
Tre tragedie di Lemierre anticiparono i temi caratterizzanti il teatro rivoluzionario: il suo primo vero successo, Idomeneo, rappresentata per la prima volta il 13 febbraio 1764, tipico dramma del XVIII secolo, che propone un governo innovativo e condanna la superstizione sull'esempio mitologico di sacrificio per la devozione.
Guillaume Tell (1766), un dramma non alla moda, ma di un autore originale che condivide le idee dei filosofi, rappresentato il 17 dicembre 1766, che inaugurò la stagione della tragedia politicizzata incentrata sul tema patriottico e sugli ideali repubblicani.
Per difendere l'ideale repubblicano, Lemierre scelse la figura di Guglielmo Tell, non quella del romano virtuoso molto di moda ai suoi tempi, come dimostrano i miti costruiti attorno a Bruto, a Regolo e a Catone.
Scegliendo la Svizzera e non Roma, per promuovere i valori della repubblica, l'audace Lemierre aprì la strada a una serie di Guglielmo Tell, tra i quali quello di Schiller nel 1804, che si distinguerà dalla tragedia di Lemierre per un quadro storico più ampio e più forte.
Per evocare la morte del saggio, Lemierre non usa la figura di Socrate ma quella di Barnevelt, tragedia scritta intorno al 1770, bandita per venti anni, e rappresentata per la prima volta il 30 giugno 1790, ambientata ai tempi della dominazione spagnola nei Paesi Bassi.
Grande successo ottenne anche la tragedia Hypermnestre nel 1758.
Molto influenzato dalla Rivoluzione francese, Lemierre cadde in una sorta di prostrazione e morì sotto il Regime del Terrore, nel 1793.
(da Hypermnestre, atto 2, sc. 2 (Danaüs), 1758)

## Opere

### Teatro
- Hypermnestre, tragedia, 1758;
- Térée, tragedia, 1761;
- Idoménée, tragedia, 1764;
- Artaxerce, tragedia, 1766;
- Guillaume Tell, tragedia, 1766, riproposta nel 1786;
- La Veuve du Malabar, tragedia, 30 luglio 1770, riproposta nel 1780;
- Céramis, tragedia, 1785;
- Barnevelt, tragedia, 1790.

### Poesie
- La Peinture, poema in tre   canti, 1769;
- Les Fastes, ou les Usages de l'année, poema in sedici canti, 1779.

### Collezioni e antologie
- Théâtre, Parigi, 1795;
- Œuvres, Parigi, 1810;
- Œuvres choisies, Parigi, 1811.